# Ministerstwo Spraw Społecznych (Szwecja)
Ministerstwo Spraw Społecznych (szw. Socialdepartementet) – jedno z ministerstw szwedzkiego rządu, odpowiedzialne za kwestie związane z polityką społeczną, zdrowiem publicznym, opieką medyczną, ubezpieczeniami społecznymi oraz pomocą społeczną. W jego kompetencjach znajdują się również polityka wobec osób starszych i z niepełnosprawnościami, prawa dziecka, polityka młodzieżowa, sport, społeczeństwo obywatelskie oraz wspólnoty religijne.

## Kierownictwo
Na czele resortu stoi minister spraw społecznych Jakob Forssmed. Pozostali członkowie kierownictwa to:
- Acko Ankarberg Johansson, minister zdrowia,
- Camilla Waltersson Grönvall, minister opieki socjalnej,
- Anna Tenje, minister ds. osób starszych i ubezpieczeń społecznych.

Ministrów wspierają sekretarze stanu odpowiedzialni za poszczególne obszary polityki, a także doradcy polityczni, którzy zapewniają wsparcie merytoryczne i organizacyjne, przygotowują materiały, analizy polityczne, uczestniczą w planowaniu działań oraz kontaktach z mediami.

## Struktura
Ministerstwo zatrudnia około 240 pracowników, z czego około 20 stanowisk to nominacje polityczne. Działalnością operacyjną kierują osoby bez powiązań politycznych: dyrektor generalny ds. administracyjnych, dyrektor generalny ds. prawnych oraz szef administracji. Czuwają oni nad zgodnością działań resortu z przepisami i wspierają kierownictwo w zarządzaniu oraz planowaniu.
Dyrektor generalny ds. administracyjnych nadzoruje zgodność spraw ministerstwa z prawem oraz jednolitość procedur, a także monitoruje sposób zarządzania podległymi agencjami. Dyrektor generalny ds. prawnych odpowiada za przygotowanie projektów ustaw i innych aktów prawnych.
Ministerstwo składa się z czterech głównych wydziałów politycznych:
- Wydział Zdrowia i Społeczeństwa Obywatelskiego,
- Wydział Opieki Zdrowotnej i Produktów Leczniczych,
- Wydział Usług Społecznych i Polityki wobec Osób z Niepełnosprawnościami,
- Wydział Ubezpieczeń Społecznych.

Dodatkowo działają jednostki koordynujące kwestie międzywydziałowe, takie jak sprawy prawne, sprawy unijne i międzynarodowe, budżet państwa, nadzór nad agencjami rządowymi, zarządzanie operacyjne, badania i analizy oraz dane administracyjne. W sprawach zasobów ludzkich i komunikacji ministerstwo wspiera Biuro Spraw Administracyjnych przy Kancelarii Rządu.